# 510 Mabella
510 Mabella è un asteroide della fascia principale del diametro medio di circa 57,44 km. Scoperto nel 1903, presenta un'orbita caratterizzata da un semiasse maggiore pari a 2,6095865 UA e da un'eccentricità di 0,1926462, inclinata di 9,52032° rispetto all'eclittica.
Il suo nome è dedicato a Mabel Loomis Todd, figlia del matematico e astronomo statunitense Elias Loomis, nonché moglie dell'astronomo David Peck Todd.